# Mark Anatoljewitsch Minkow
Mark Anatoljewitsch Minkow (russisch Марк Анатольевич Минков, Mark Minkov; * 25. November 1944 in Moskau; † 29. Mai 2012 in Borowsk/Oblast Kaluga) war ein sowjetisch-russischer Komponist.

## Leben
Minkow hatte in seiner Kindheit Klavierunterricht. Er studierte am Moskauer Konservatorium Komposition bei Alexander Pirumow und Nikolai Sidelnikow und schloss sein Studium 1969 in der Klasse von Aram Chatschaturjan ab. Während seines Studiums komponierte er Liedzyklen nach Gedichten von Robert Burns und Alexander Blok.
Im Jahr 1970 wurde er Mitglied des sowjetischen Komponistenverband. Im gleichen Jahr komponierte er das Lied Unser Dienst ist gefährlich und schwierig (Наша служба и опасна и трудна), das über Jahre Bestandteil der Fernsehserie Ermittlung unter Leitung von Experten (Следствие ведут знатоки) war und die inoffizielle Hymne der Milizionäre wurde. In der Folgezeit komponierte er neben Schauspielmusiken mehr als sechzig Filmmusiken, eine Oper, Musicals, Oratorien, zwei Klavierkonzerte, ein Violin- und ein Cellokonzert und Klaviersonaten. Seine Songs wurden u. a. von Alla Pugatschowa, Walentina Tolkunowa, Iossif Kobson und Lew Leschtschenko interpretiert.
1989 erhielt Minkow den Titel Verdienter Künstler der RSFSR. Für seinen Beitrag zur Entwicklung, Bewahrung und Förderung der Traditionen der russischen Kultur wurde Minkow 1999 mit der Goldenen Puschkin-Medaille ausgezeichnet. Für seine Musik zur Fernsehserie Ermittlung unter Leitung von Experten erhielt er den Preis des Innenministeriums der Russischen Föderation. 2003 erhielt er den Ehrentitel Volkskünstler Russlands.

## Werke
- Balagantschik (Балаганчик), Liedzyklus nach Alexander Blok, 1965
- Kantate über Lenin (Кантата о Ленине), 1969
- Die Glocke (Колокол), Oratorium, 1975
- Magische Musik (Волшебная музыка), Oper, 1974
- Weiße Garde (Белая гвардия), Oper, 1992
- Robin Hood (Робин Гуд), Musical, 1980
- Mustafa (Мустафа), Musical, 1983
- Die Räuber (Разбойники), Rock-Ballett, 1982